# Exakta

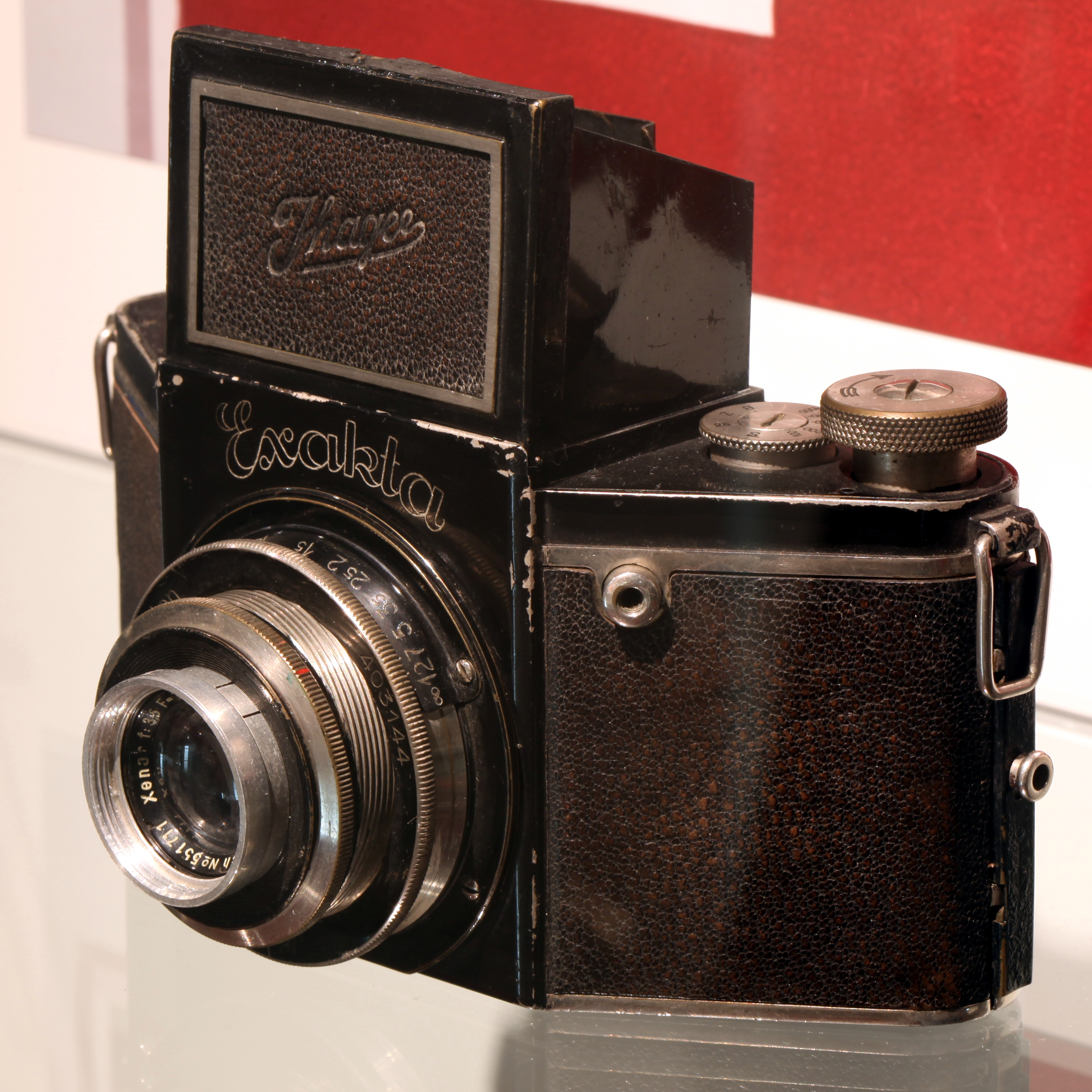
Modello Exakta Standard (o VP)

Exakta è una famosa macchina fotografica prodotta dalla "Ihagee Kamerawerk" di Dresda (Germania), azienda creata nel 1912 dall'olandese Johan Steenbergen (1886-1967), con il nome "Industrie und Handels-Gesellschaft mbH".

## Caratteristiche
Si tratta di una pionieristica reflex monobiettivo, presentata alla fiera di Lipsia del 1933, dotata di caratteristiche tecniche all'avanguardia per l'epoca.
Nata come Exakta Standard, utilizzante pellicola in rullo (Tipo 127), nel 1936, con il modello Kine Exakta, passò alla moderna pellicola da 35 mm.
Dopo la seconda guerra mondiale venne presentata la linea Exakta II, con i famosi modelli Exakta Varex. Negli anni cinquanta fu prodotta anche la Exa, sofisticata versione economica.
Nel 1953 entrò in produzione la monoreflex 66 verticale. che presentava la soluzione dello specchio reflex diviso in due parti per facilitare l'uso di grandangolari non retrofocus.

## Modelli

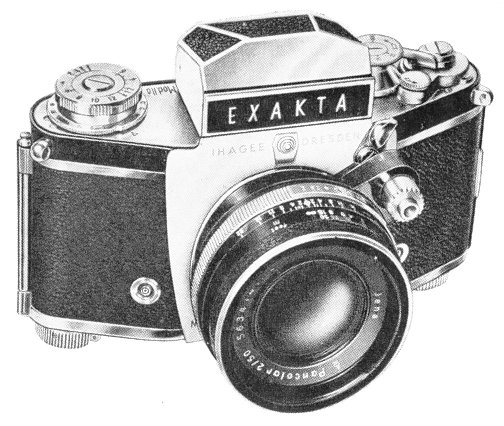
Modello Exakta Varex IIa (1961)

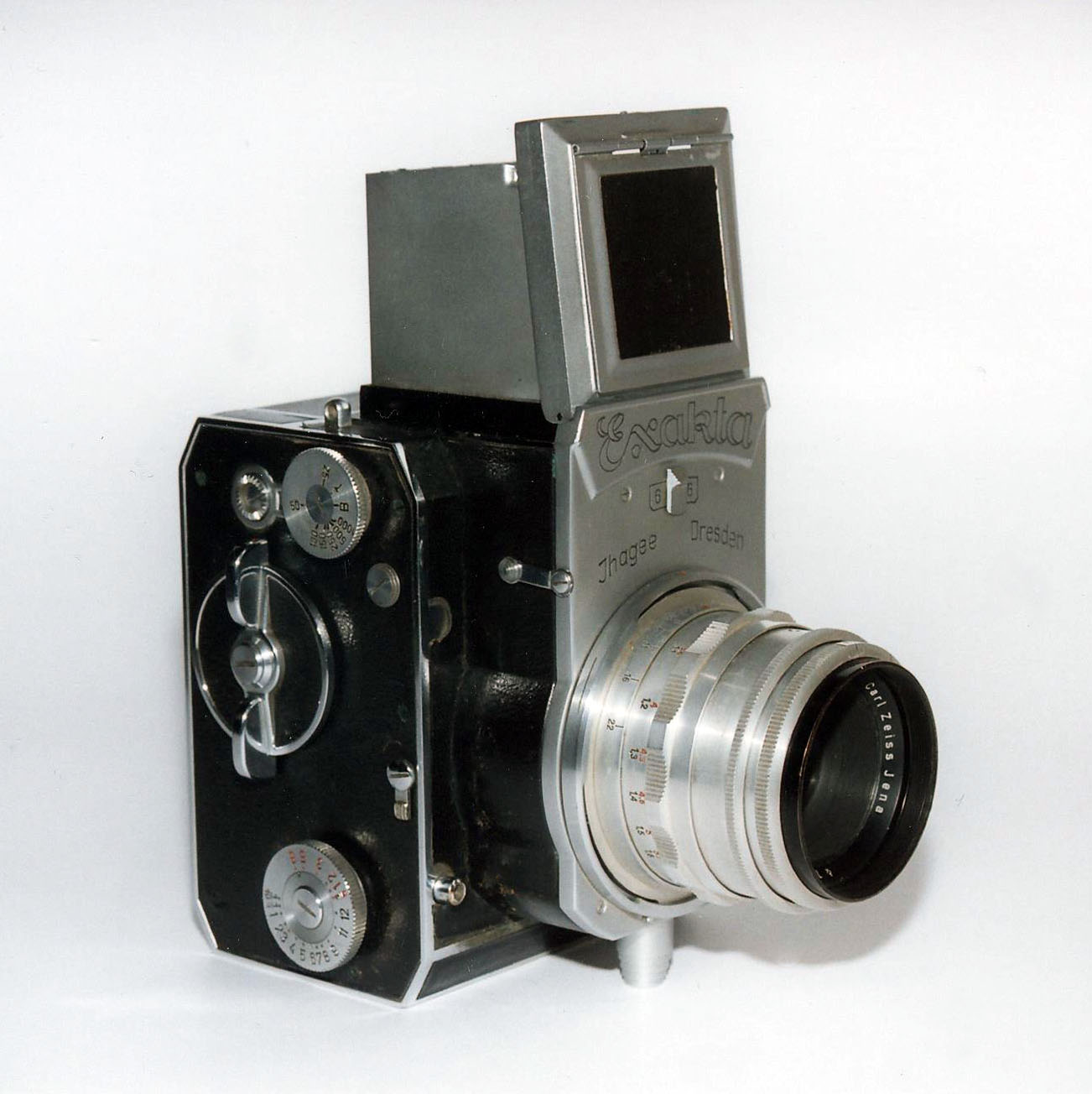
Fotocamera Exakta 66 verticale (1953)

- Exakta Standard
  - Modello A (1933) - 5 versioni
  - Modello B (1933) - 7 versioni
  - Modello C (1935) - 3 versioni
  - Night Exakta (1934) - 4 versioni
  - Exakta Junior (1936) - 3 versioni
- Kine Exakta

- - Versione 1 (1936)
  - Versione 2 (1937)
  - Versione 3 (1937)
  - Versione 4 (1938)
  - Versione 5 (1948)
- Exakta 66 (1938)
- Exakta 66 verticale (1953)
- Exakta II
  - Exakta Varex (1950)
  - Exakta V (1950)
  - Exakta VX (1951-56)
  - Exakta Varex IIa (1957-62)
  - Exakta Varex IIb (1963)
  - Exakta Varex 1000 (1967)
  - Exakta Varex 500 (1969)
- Exakta Real (1966)
- Exa (primi anni '50)